# Космос-4
Космос-4 — советский научно-исследовательский спутник серии космических аппаратов «Космос». КА фоторазведки типа «Зенит-2», (сер. № 2) был запущен 26 апреля 1962 с космодрома Байконур с пусковой установки 17П32-5 (№ 5) площадки № 1 ракетой-носителем «Восток 8К72К».

## Первоначальные орбитальные данные спутника
- Перигей (км) — 298 км
- Апогей (км) — 330 км
- Период обращения вокруг Земли — 90,6 минуты
- Угол наклона плоскости орбиты к плоскости экватора Земли — 65°

## Аппаратура, установленная на спутнике
Спутник имел аппаратуру для исследования первичных космических лучей и радиационного пояса Земли для обеспечения радиационной безопасности при пилотируемых полетах. В частности, проведены радиационные измерения во время и после американского ядерного взрыва в космическом пространстве по программе «Starfich»
Также на спутнике имелась телекамера, которой была проведена первая телевизионная съемка из космоса облачного покрова Земли, что положило началу метеорологического прогнозирования с использованием космических средств.